# McLaren MCL32
McLaren MCL32 — гоночный болид Формулы-1, разработанный командой McLaren Honda Formula 1 Team для участия в сезоне 2017 года. 
Машина была представлена 24 февраля 2017 года на базе McLaren в Уокинге (Великобритания).
Болид стал первым McLaren, название которого отказалось от традиционного индекса «MP4», использовавшегося с 1981 года, и символизировал начало новой эры команды после ухода Рона Денниса.
Разработкой шасси руководил технический директор Тим Госс, главным аэродинамиком был Питер Продрому, а силовую установку Honda RA617H курировал инженерный штаб Honda R&D Sakura (Япония).
MCL32 получил новую оранжево-чёрную ливрею, отсылающую к историческим болидом McLaren 1960–70-х годов. Машина соответствовала техническому регламенту FIA 2017 года с расширенной колеёй, новым аэродинамическим пакетом и обновлённой гибридной силовой установкой.
В сезоне 2017 за рулём MCL32 выступали  Фернандо Алонсо и  Стаффель Вандорн. В Гран-при Монако 2017 года болид также вёл  Дженсон Баттон в качестве замены Алонсо.
Несмотря на надежды на прогресс, автомобиль оказался ненадёжным и медленным из-за проблем с силовой установкой Honda, что привело к 9-му месту команды в Кубке конструкторов.

### Основные изменения регламента 2017 года
1. Размеры и аэродинамика
  - Ширина болида увеличена с 1800 мм → 2000 мм.
  - Ширина переднего антикрыла выросла с 1650 мм → 1800 мм, форма стала более «стреловидной».
  - Заднее антикрыло опустили на 150 мм ниже и сделали на 150 мм шире — для большего прижимного эффекта.
  - Появились более сложные баржборды и элементы аэродинамики на боковинах.
  - Разрешено использование больших "акульих плавников" на крышке двигателя для стабилизации потока воздуха.
2. Шины
  - Ширина передних шин: с 245 мм → 305 мм.
  - Ширина задних шин: с 325 мм → 405 мм.
  - Диаметр дисков остался прежним (13”), но увеличенная площадь контакта обеспечила больше механического сцепления.
3. Масса и баланс
  - Минимальная масса машины с пилотом выросла до 728 кг (против 702 кг в 2016).
  - Это учитывало более тяжёлые покрышки, увеличенные размеры шасси и дополнительные аэродетали.
4. Силовые установки
  - Ограничение по числу компонентов ужесточили: всего 4 двигателя на сезон (ICE, турбина, MGU-H, MGU-K, батарея, электроника).
  - Максимальный расход топлива увеличили с 100 кг на гонку → 105 кг, чтобы компенсировать рост аэродинамического сопротивления.
  - Но максимальный расход в 100 кг/ч оставался неизменным.
5. Скорость и нагрузка
  - За счёт новых правил болиды стали быстрее примерно на 3–5 секунд на круг по сравнению с 2016.
  - Прижимная сила возросла примерно на 30–35 %.

### Влияние на McLaren MCL32
- McLaren впервые за много лет вернул оранжево-чёрную ливрею, подчеркнув «новую эру».
- Шасси получило широкие боковые понтоны и сложные аэродинамические накладки.
- Силовая установка Honda RA617H оказалась слишком слабой и ненадёжной, поэтому McLaren не смог реализовать преимущества новых правил.
- Болид хорошо держал трассу в поворотах, но проигрывал на прямых из-за дефицита мощности.

### Предсезонные тесты
- На тестах в Барселоне машина сразу показала серьёзные проблемы с силовой установкой Honda RA617H — постоянные поломки MGU-H, турбины и масляной системы.
- Алонсо жаловался на нехватку мощности: «Мы как GP2-двигатель».

### Ход сезона
- Надёжность: MCL32 стал одним из самых ненадёжных болидов — множество сходов по причине отказа двигателя.
- Скорость: шасси считалось достаточно конкурентоспособным в поворотах, но огромный дефицит мощности Honda не позволял бороться на прямых.
- Перформанс: команда почти всегда выступала в хвосте пелотона и боролась только с Sauber.

### Лучшие моменты
- В Баку Алонсо финишировал 9-м — первые очки сезона.
- В Венгрии Алонсо приехал 6-м, а Вандорн — 10-м. Это был лучший результат команды в сезоне.
- В Сингапуре и Малайзии Алонсо также боролся в топ-10.

### Статистика
- Гонок: 20
- Очков: 30
- Лучший результат: 6-е место (Алонсо, Венгрия)
- Победы/подиумы: 0
- Быстрые круги: 1 (Алонсо, Венгрия)
- Место в Кубке конструкторов: 9-е

### Проблемы
- Надёжность Honda RA617H (турбина, MGU-H, масляные насосы).
- Отсутствие мощности (на прямых McLaren проигрывал до 20–30 км/ч).
- Ограниченное развитие из-за постоянных штрафов за смену компонентов двигателя.

### Итог
- Сезон 2017 стал одним из худших для McLaren:
  - команда регулярно сходила,
  - редко зарабатывала очки,
  - финишировала лишь 9-й в Кубке конструкторов.
- Это окончательно разрушило партнёрство с Honda — уже в 2018 году McLaren перешёл на двигатели Renault.

## Отзывы пилотов и команды
Сезон 2017 года оказался крайне трудным для McLaren. Болид MCL32 обладал конкурентоспособным шасси, однако силовая установка Honda RA617H страдала как от недостатка мощности, так и от низкой надёжности.
Фернандо Алонсо после предсезонных тестов в Барселоне резко высказался о моторе Honda:
«У нас GP2-двигатель, GP2! … Он слишком медленный на прямых. Это неприемлемо для Формулы-1».
После Гран-при Венгрии, где Алонсо занял 6-е место — лучший результат McLaren в сезоне, он отметил:
«На поворотах машина чувствуется великолепно, одно из лучших шасси в пелотоне. Но на прямых мы просто жертвы».
Стоффель Вандорн в середине сезона также критиковал ситуацию:
«Каждый уик-энд начинается с надежд, но слишком часто заканчивается разочарованием. Мы тратим слишком много времени в боксах из-за проблем с надёжностью».
Генеральный директор команды Зак Браун подводил итог:
«У нас одно из лучших шасси, но самый худший мотор. Это лишило нас шансов бороться там, где мы должны быть».